# Vägg i vägg
Vägg i vägg är en svensk-finsk minikomediserie i 6 avsnitt på 45 minuter vardera om två radhusgrannar i Södertälje; en svensk och en finsk familj. Pentti och Kirsti Leppänen flyttar från Finland in som Jörgen och Gunilla Nilssons grannar i radhuset i Södertälje och en "landskamp" startar omedelbart. Nilssons är typiskt svenska med Jag Älskar Sverige-mössor på huvudet och blå-gula förkläden, medan Leppänen omedelbart slår upp finska flaggan i väggen utanför radhuset. Det hela infekteras ännu mera av att Leppänens tonårsdotter Jaana förälskar sej i Nilssons pojke Jörgen. Skandalen är ett faktum och bland det första som får ge vika är Nilssons fruktträd mitt i natten. Ett antal av skådespelarna medverkar enbart i den första delen av serien, bland andra, Leif Ahrle, Peder Falk, Bo Lindell, Lena Lindvall m.fl.
Serien regisserades av Frej Lindqvist och Pontus Dammert. För manus svarade Lars Borgnäs och Daniel Katz.
Seriens finska titel är Seinähullut naapurit.

## Rollista
- Michael Segerström - Kurt Nilsson
- Lottie Ejebrant - Gunilla Nilsson
- Claes Ljungmark - Jörgen Nilsson
- Oscar Holm - Niclas Nilsson
- Esko Nikkari - Pentti Leppänen
- Tuija Vuolle - Kirsti Leppänen
- Olavi Ahonen - "Farfar" Leppänen
- Päivi Mara - Jaana Leppänen
- Jesper Ekberg - Jyrki Leppänen
- Leif Ahrle - Blomqvist
- Ville Virtanen - Matti Heinonen
- Peder Falk - Mäklare
- Lena Lindvall - Äkta par
- Bo Lindell - Äkta par
- Tomas Laustiola, rätta förnamn Tuomas - Bankdirektör
- Lauri Pastuhov - Vesa, Penttis arbetskamrat
- Olli Sorvaja - Jorma, Penttis arbetskamrat
- Evangelos Triandafillou - Dionysos, grek

## Seriedata
Första avsnittet visades i Sveriges television (TV 2) 14 februari 1986 och det sista sjätte avsnittet den 21 mars 1986. Senare visades serien även i FST (Finlands svenska television - YLE) och har visats i repriser ett antal gånger i både svensk och finsk tv. Miniserien har aldrig utgivits som VHS- eller DVD-utgåva.